# Cerro de Buenavista
Cerro de Buenavista är en ort i Mexiko.   Den ligger i kommunen Tihuatlán och delstaten Veracruz, i den sydöstra delen av landet, 210 km nordost om huvudstaden Mexico City. Cerro de Buenavista ligger 115 meter över havet och antalet invånare är 312.
Terrängen runt Cerro de Buenavista är huvudsakligen platt, men söderut är den kuperad. Runt Cerro de Buenavista är det mycket tätbefolkat, med 2 431 invånare per kvadratkilometer. Närmaste större samhälle är Poza Rica de Hidalgo, 12,3 km sydost om Cerro de Buenavista. Omgivningarna runt Cerro de Buenavista är en mosaik av jordbruksmark och naturlig växtlighet.